# معادلات تلگرافی
معادلات تلگرافی یا معادلات تلگراف جفت معادله‌هایی زوج‌شده از نوع دیفرانسیل پاره‌ای هستند که رفتار خطوط انتقال مانند خطوط تلگراف، تلفن، مدارهای فرکانس بالا، خطوط انتقال برق و … را توصیف می‌کنند. این معادلات را نخستین بار الیور هویساید در سال ۱۸۸۰ به‌دست‌آورد.

## مدل اجزای گسترده

مدل خط انتقال

برای به دست آوردن این معادلات، برای هر جز دیفرانسیلی از طول خط انتقال، یه مدل دوقطبی در نظر می‌گیریم. این مدل شامل اجزای زیر است:
- مقاومت سری {\displaystyle Rdx} : هر محیط انتقالی در طول خود مقاومتی در مقابل جریان دارد که با این عنصر مدل می‌شود.
- اندوکتانس سری {\displaystyle Ldx} : هر خط انتقال به علت داشتن میدان مغناطیسی، اندوکتانسی دارد.
- خازن موازی {\displaystyle Cdx} : هر خط انتقال به علت داشتن میدان الکتریکی، ظرفیت خازنی دارد.
- رسانایی (عکس مقاومت) موازی {\displaystyle Gdx} : خطوط انتقال علاوه بر مقاومت در طول خود در عرض خود نیز نوعی اتصال الکتریکی و در نتیجه مقاومت الکتریکی دارند.

## معادلات
معادلات تلگرافی رو می‌توان از اعمال قوانین کیرشهف در مدل دوقطبی به‌دست‌آمده استخراج کرد. به این منظور جریان‌ها و ولتاژها را دارای تابعیت زمانی و مکانی فرض می‌کنیم. جریان و ولتاژ ورودی را به صورت {\displaystyle I(x,t)} و {\displaystyle V(x,t)} در نظر می‌گیریم و جریان و ولتاژ خروجی را به صورت {\displaystyle I(x+\Delta x,t)} و {\displaystyle V(x+\Delta x,t)} فرض می‌کنیم. با به‌دست‌آوردن روابط و حدگیری از معادلات وقتی {\displaystyle x} به صفر میل کند، روابط زیر را به دست می‌آوریم:
{\displaystyle {\frac {\partial }{\partial x}}V(x,t)=-L{\frac {\partial }{\partial t}}I(x,t)-RI(x,t)}
{\displaystyle {\frac {\partial }{\partial x}}I(x,t)=-C{\frac {\partial }{\partial t}}V(x,t)-GV(x,t)}
از ترکیب این دو معادله، معادلات‌ی تلگرافی برای جریان و ولتاژ به دست می‌آیند:
{\displaystyle {\frac {\partial ^{2}}{{\partial x}^{2}}}V=LC{\frac {\partial ^{2}}{{\partial t}^{2}}}V+(RC+GL){\frac {\partial }{\partial t}}V+GRV}
{\displaystyle {\frac {\partial ^{2}}{{\partial x}^{2}}}I=LC{\frac {\partial ^{2}}{{\partial t}^{2}}}I+(RC+GL){\frac {\partial }{\partial t}}I+GRI}
این معادلات برای یک خط انتقال تلف‌دار است. در حالت ایده‌آل، برای یک خط انتقال بی‌اتلاف، مقدار عناصر {\displaystyle R} و {\displaystyle G} صفر است.